# Рец (Німеччина)
Рец (нім. Rötz) — місто в Німеччині, розташоване в землі Баварія. Підпорядковується адміністративному округу Верхній Пфальц. Входить до складу району Кам. 
Площа — 66,68 км2. Населення становить 3357 ос. (станом на 31 грудня 2020).